# Am Weinberg (Imst)
Am Weinberg (auch Weinberg) ist ein Stadtteil von Imst im österreichischen Bundesland Tirol.
Der Stadtteil befindet sich südwestlich von Imst am Bergfuß unterhalb des Laaggers und des Muttekopfes und stellt zusammen mit Ortsteilen wie Gunglgrün, Sonnberg und Kinderdorf das Stadterweiterungsgebiet von Imst dar. Am Weinberg bezeichnet sowohl den Stadtteil als auch die hindurch führende Hauptstraße, die von der Tiroler Straße (B 171) abzweigt.

## Quelle
- Orts- und Straßenverzeichnis auf imst.at